# Lluís Martínez Sistach
Lluís Martínez Sistach, född 29 april 1937 i Barcelona, är en spansk kardinal och ärkebiskop emeritus. Han var ärkebiskop av Barcelona från 2004 till 2015.

## Biografi
Lluís Martínez Sistach är son till Joan Martínez Puig och Maria Sistach Masllorens. Martínez Sistach prästvigdes 1961. Han studerade vid Påvliga Lateranuniversitetet i Rom, där han 1967 blev iuris utriusque doktor. Mellan 1975 och 1987 var han professor i kanonisk rätt.
I november 1987 utnämndes Martínez Sistach till titulärbiskop av Aliezira och hjälpbiskop av Barcelona och biskopsvigdes av kardinal Narciso Jubany Arnau i Barcelonas katedral den 27 december samma år. År 1991 installerades han som biskop av Tortosa och år 1997 som ärkebiskop av Tarragona. Den 15 juni 2004 efterträdde Martínez Sistach Ricardo María Carles Gordó som ärkebiskop av Barcelona.
Den 24 november 2007 upphöjde påve Benedikt XVI Martínez Sistach till kardinalpräst med San Sebastiano alle Catacombe som titelkyrka. Kardinal Martínez Sistach deltog i konklaven 2013, vilken valde Franciskus till ny påve. 